# Albert Klijn

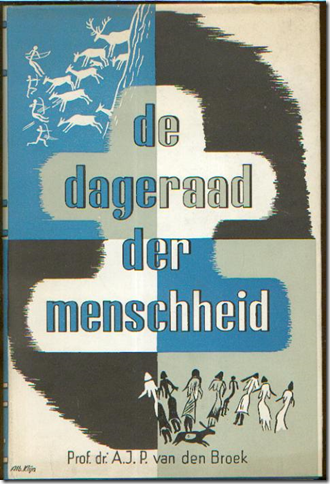
Boekomslag voor prof. dr. A.J.P. van den Broek; De Dageraad der Menschheid, Uitgeverij Oosthoek, Utrecht, 1947

Albert Klijn (Amsterdam, 5 april 1895 – aldaar, 29 november 1981) was een Nederlandse schilder, tekenaar en grafisch ontwerper die zijn opleiding genoot bij de Kunstnijverheidsschool Quellinus Amsterdam. Hij ging daarna werken als typograaf en als ontwerper van affiches en reclameopdrachten voor onder meer de firma Lindeteves-Stokvis en Philips in Eindhoven. 
Reclamedrukwerken, glas-in-loodramen, sluitzegels, ontwerpen voor koekblikken, en chocoladedozen, meubels, lettertype en omslagen voor de Kerstnummers (1928 en 1930) van het Drukkersweekblad met advertentie voor Bührmann’s Papiergroothandel op de achterflap van 1930 en de verzendenvelop. Het meest bekend is hij geworden door het logo van de Gemeentegiro Amsterdam. Voor de gemeente Amsterdam ontwierp hij vele items: briefhoofden, stadswapens, waardepapieren, beeldmerken en in de periode 1924-1929 vijf Gemeentekalenders. Ook werkte hij voor de binnenhuisarchitect Theo van Nieuwenhuis (1866-1951). Met zijn broer Willem Klijn (1892-1961) runde hij het Atelier voor Reclamekunst. 
Hij was illustrator van boeken en tevens boekbandontwerper. Van Klijn is ook een omslag bekend voor het kunsttijdschrift Wendingen in 1923.
Tijdens de Tweede Wereldoorlog richtte hij zich volledig op de schilderkunst. Hij werkte in een magisch-realistische stijl.
Bij de beeldbank van het Amsterdamse Stadsarchief zijn 27 tekeningen van hem te zien.
Zijn grafisch archief is ondergebracht in een particuliere collectie.